# The Constant
Pour les articles homonymes, voir Constant.
Albums de Story of the Year
The Black Swan
(2008)
Singles
The Constant est le quatrième album studio de Story of the Year. Il est sorti le 16 février 2010.

## Liste des titres
1. The Children Sing - 4:07
2. The Ghost Of You And I - 3:55
3. I'm Alive - 4:15
4. To The Burial - 3:38
5. The Dream Is Over - 3:52
6. Remember A Time - 4:05
7. Holding On To You - 3:43
8. Won Threw Ate - 3:44
9. Ten Years Down - 3:55
10. Time Goes On - 4:06
11. Eye For An Eye - 2:14
12. Your Unsung Friend - 4:19
13. Tonight We Fall - 3:47

## Membres
- Dan Marsala - Chant
- Ryan Phillips - Guitare
- Philip Sneed - Guitare
- Adam Russell - Basse
- Josh Wills - Batterie